# Los Seis de Amberes
Los Seis de Amberes es un grupo de diseñadores de Amberes, constituido por Dirk Bikkembergs, Ann Demeulemeester, Walter Van Beirendonck, Dries van Noten, Dirk Van Saene y Marina Yee.  Los “Seis” acabaron sus estudios en el departamento de moda de Hogeschool Antwerpen (la Escuela Superior de Amberes), una academia de moda de renombre internacional. La exposición de sus colecciones en una feria profesional en Londres en 1987 constituyó el punto de salida de sus carreras. La prensa inglesa les dio el nombre “The Antwerp Six”, probablemente para evitar el uso de sus difíciles nombres flamencos. De hecho, los seis diseñadores no tienen nada en común en cuanto a su estilo, pero saltaron a la fama al mismo tiempo. Actualmente, siguen trabajando como diseñadores y cada uno tiene su propia marca, y sus propias tiendas. En 2007 el Parlamento Flamenco inició una promoción de los Seis de Amberes -así como de la generación posterior- en Bruselas, que más tarde se hizo internacional.